# Ochthera tuberculata
Ochthera tuberculata är en tvåvingeart som beskrevs av Friedrich Hermann Loew 1862. Ochthera tuberculata ingår i släktet Ochthera och familjen vattenflugor. Inga underarter finns listade i Catalogue of Life.